# Сучасний український театр
Український театр останніх десятиліть, створений сучасними митцями. Під поняттям «сучасний український театр» найчастіше розуміють сукупність творів, — написаних від часу здобуття Україною незалежності в 1991 році й дотепер. Таке розмежування зумовлене відмиранням після 1991 року загальнообов'язкового для митців СРСР стилю соціалістичного реалізму та скасуванням радянської цензури. 
На даний момент в Україні діє понад 130 професійних театрів, серед яких національні, драматичні,театри драма-комедії, музично-драматичні театри, театри юного глядача, ляльок та театри студій.

## Репертуар
З одного боку, репертуар театру за роки незалежності докорінно змінився, з іншого – залишається в руслі тенденцій, які виникли саме внаслідок соціальної катастрофи другої половини 1980-х років. Це було наприкінці 80-х-початку 90-х, коли театр намагався бути в авангарді громадської думки, переосмислюючи історичний розвиток країни, а отже, звертаючись до раніше заборонених тем та проблем драматургії. Оскільки чистої української «відкладної» літератури було мало, театр звернувся до російських джерел. Але згодом цей час пройшов і російський театр зайняв вже досить низьке місце в українській драматургії.
Необхідно вказати на феномен класичного театру, оскільки класика починає відігравати все більшу роль у театральному житті України ХХІ століття. , а класична «і її наслідки. Суспільство з великим інтересом зосереджується на природі діалогу» драматургії - питання сучасного прочитання класики давно стало ключовим. Парад української режисерської класики сьогодні не є однозначним явищем. Для таких, як В. Саранчук, О. Король, Ф. Стригун, М. Резнікович, хто це часто робить і має десятирічний досвід спілкування з класикою, і для тих, хто тільки приєднався до минулого. Щодо сучасного українського театру, то, як уже зазначалося, він не визначає обличчя театру і існує переважно на межі їхніх інтересів. Сьогодні театр майже не зв’язаний із сучасною українською літературою, хоча останнім часом відбуваються цікаві та плідні процеси.

## Включення у міжнародний контекст
Театр на Подолі брав участь у десятках міжнародних заходів, виконуючи «Чумний бенкет» або «Ніч чудес», екранізацію «Яго» Шекспіра тощо. Цей театр є одним із найулюбленіших в Единбурзі. Це була перша спроба представити українську продукцію за кордоном, і я вважаю, що це була дуже важлива подія для 90-х. Театр Леся Курбаса у Львові навчався у видатного польського майстра Єжи Гротовського. Вони здійснили декілька спільних проектів з польською групою Gardzhenidze Влодзімєжа Станевського.